# Walking with Strangers
Walking with Strangers är det tredje studioalbumet av det kanadensiska synthrockbandet The Birthday Massacre, utgivet i september 2007. Det var gruppens första samarbete med producenten Dave "Rave" Ogilvie, känd för sitt arbete med Skinny Puppy. Med Walking with Strangers hade gruppen sina första listframgångar på Billboard-listorna Top Heatseekers och Independent Albums, på vilka det uppnådde 10:e respektive 32:e plats. På albumet hade originaltrummisen O.E. återvänt men den här gången som basist efter J. Aslans avhopp tidigare samma år. Ny på albumet var även keyboardisten Owen.
Ogilvie och bandet spelade in albumet i Toronto-studiorna Dire Studios och Orange Lounge. Produktionen är aningen rikare än på tidigare album, exempelvis hade man hyrt in ytterligare två masteringenjörer och två assisterande ljudtekniker.
Från albumet släppte gruppen sin allra första singel, "Red Stars", digitalt genom iTunes Store den 21 augusti 2007. Låten "Looking Glass" släpptes som en utökad EP den 6 maj 2008. Två andra låtar–"Remember Me" och "To Die For"–är omarbetade från tidigare utgivningar.

## Låtlista
| Nr  | Titel                  | Text                 | Musik                     | Längd |
| --- | ---------------------- | -------------------- | ------------------------- | ----- |
| 1.  | Kill the Lights        | Rainbow, Chibi       | Rainbow, M. Falcore       | 3:55  |
| 2.  | Goodnight              | Rainbow              | Rainbow, M. Falcore       | 4:02  |
| 3.  | Falling Down           | Rainbow, Chibi       | Rainbow, M. Falcore, O.E. | 4:12  |
| 4.  | Unfamiliar             | Rainbow, O.E.        | Rainbow, M. Falcore, O.E. | 3:18  |
| 5.  | Red Stars              | Rainbow, Chibi, O.E. | Rainbow, M. Falcore, O.E. | 3:41  |
| 6.  | Looking Glass          | Rainbow, Chibi, O.E. | Rainbow, M. Falcore, O.E. | 4:25  |
| 7.  | Science                | Rainbow              | Rainbow, M. Falcore       | 4:04  |
| 8.  | Remember Me            | Rainbow, Chibi       | Rainbow, M. Falcore       | 4:07  |
| 9.  | To Die For             | Rainbow              | Rainbow, M. Falcore       | 5:05  |
| 10. | Walking with Strangers | Rainbow, Chibi, O.E. | Rainbow, M. Falcore, O.E. | 3:55  |
| 11. | Weekend                | Rainbow, Chibi       | Rainbow                   | 3:53  |
| 12. | Movie                  | Rainbow              | Rainbow, M. Falcore, O.E. | 5:03  |

Nyinspelade låtar
- "Remember Me", ursprungligen från demoalbumet Imagica (2000)
- "To Die For", ursprungligen från albumet Nothing and Nowhere (2002)

## Listplaceringar
| Listor (2007)                | Högsta position |
| ---------------------------- | --------------- |
| Billboard Top Heatseekers    | 10              |
| Billboard Independent Albums | 32              |

## Medverkande
The Birthday Massacre
- Chibi – sång
- Rainbow – kompgitarr, bakgrundssång, assisterande mixning, ljudtekniker, producent
- Michael Falcore – sologitarr, programmering, assisterande mixning, ljudtekniker, producent
- O.E. – bas, bakgrundssång
- Rhim – trummor
- Owen – keyboard

Övrig produktion
- Dave "Rave" Ogilvie – mixning, ljudtekniker, producent
- Tom Baker – mastering (1-5, 7, 9, 11)
- Noah Nimitz – mastering (6, 8, 10, 12)
- Alex Bonenfant – assisterande ljudtekniker
- Amy Worebec – assisterande ljudtekniker
- Vincent Marcone – design
- Paula Wilson – fotografi
- Terry McManus – manager

Information från Discogs